# Línea M6* (Metropolitano Segovia)
La línea Metropolitano Segovia M6* de la red de autobuses de Transporte Metropolitano de Segovia, une la estación de autobuses de Segovia con el municipio de Torrecaballeros y el Acueducto de Segovia en ruta cuasi-circular, parando a su paso por varios pueblos del Alfoz de Segovia. La línea resulta como fusión de las líneas Metropolitano Segovia M6 y M7, entrando en funcionamiento cuando estas no lo están.

## Recorrido
La línea inicia su recorrido en el Acueducto de Segovia, continuando por las carreteras SG-V-6123, SG-V-6125, SG-V-6123, SG-P-6121 y finalmente N-110 para volver a Segovia realizando en su recorrido las siguientes paradas:
| Ubicación                      | Parada común con:          | Localidad                |
| ------------------------------ | -------------------------- | ------------------------ |
| Estación de Autobuses          | M6 M8 M9 VACL-126 VACL-246 | Segovia                  |
| IES Andrés Laguna              | M6 4 6 12 B                | Segovia                  |
| Avenida Juan Carlos I, 17      | M6 1 7 8 9                 |                          |
| Plaza de Toros                 | M6 11                      |                          |
| Paseo de la Ermita, 5          | M7 M8 (AVE)                | Palazuelos de Eresma     |
| Calle Real de Palazuelos, 28   | M7 M8 (AVE)                | Palazuelos de Eresma     |
| Calle la Escuela Vieja, 48     | M7                         | Tabanera del Monte       |
| Plaza Fuente Nueva             | M7                         | Tabanera del Monte       |
| Carretera de Trescasas, 13     | M6                         | San Cristóbal de Segovia |
| Carretera de Trescasas, 18     | M6                         | San Cristóbal de Segovia |
| Carretera de Trescasas, 60     | M6                         | San Cristóbal de Segovia |
| Calle Real de Sonsoto          | M6*                        | Sonsoto                  |
| Calle Real de Sonsoto          | M6*                        | Sonsoto                  |
| Calle Real de Trescasas        | M6                         | Trescasas                |
| Calle Real de Trescasas        | M6                         | Trescasas                |
| SG-V-6124, 1                   | M6                         | Cabanillas del Monte     |
| Carretera de San Ildefonso, 16 | M6 M5                      | Torrecaballeros          |
| Carretera de Soria             | M6* M5 VACL-124            | Torrecaballeros          |
| Carretera de Turégano, 15      | M6* M5                     | La Aldehuela             |
| Vía Roma, 37, Delicias         | M6 4 B                     | Segovia                  |
| Vía Roma, Acueducto            | M6 1 2 3 4 5 7 8 9 10 11 B | Segovia                  |

## Tarifas
| Sencillo | Con bono |
| -------- | -------- |
| 1.80 €   | 0.44 €   |